# Rosie Parks
Le Rosie Parks est un skipjack  de la baie de Chesapeake, qui a été construit à Wingate, dans le Maryland, en 1955.
C'est un bateau de pêche traditionnel de la baie, sloop à deux voiles équipé d'une dérive. Il appartient au Chesapeake Bay Maritime Museum (CBMM) de Saint Michaels mais son port d'attache est Cambridge
Rosie Parks a été acheté par le CBMM en 1975 à Orville Parks, le frère du constructeur de bateaux Bronza Parks (en), et il a été le premier skipjack à être conservé à flot par un musée. Le 2 novembre 2013, Rosie Parks a été relancé après une restauration de trois ans.
Le skipjack est devenu Bateau d'État en 1985  

## Galerie

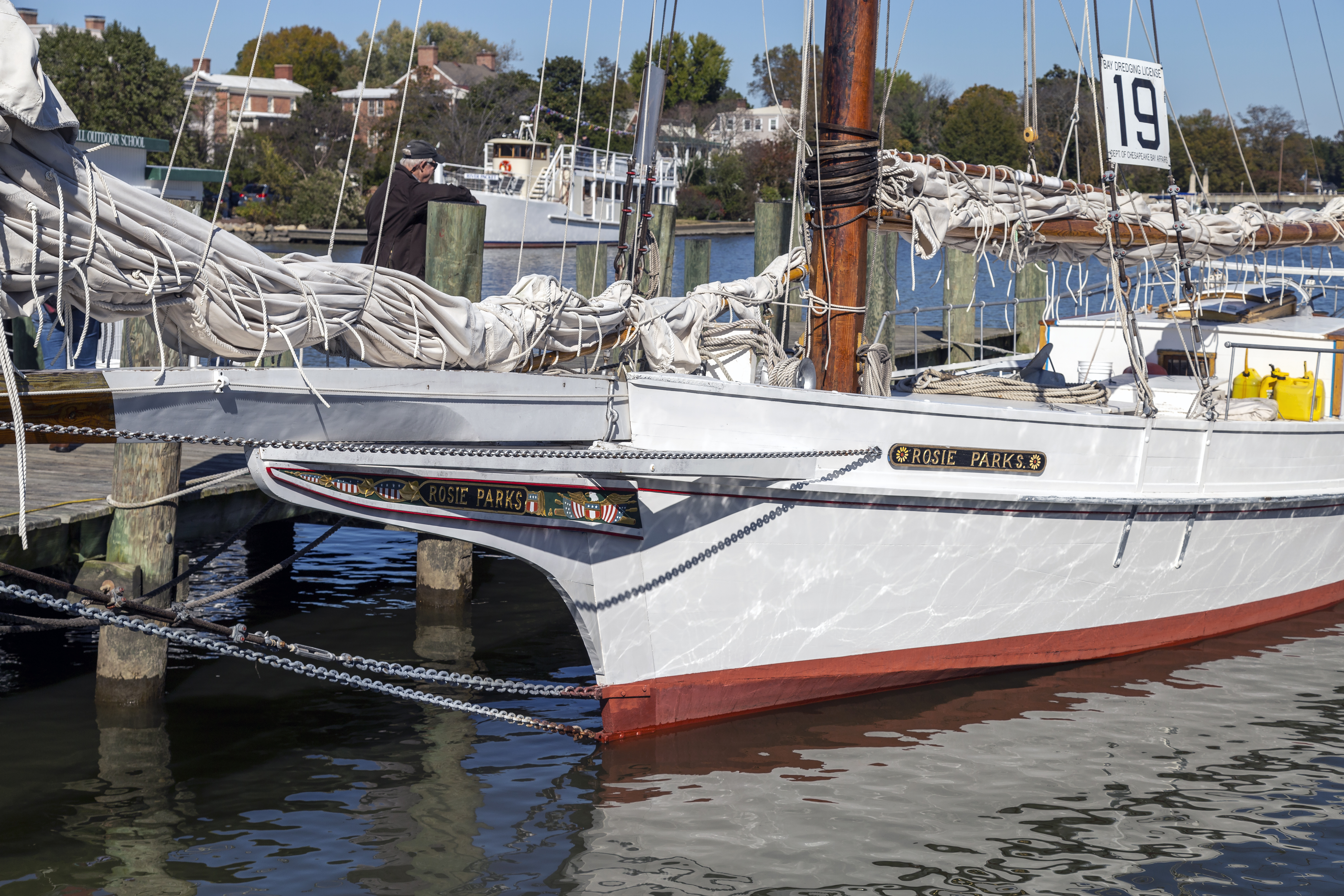
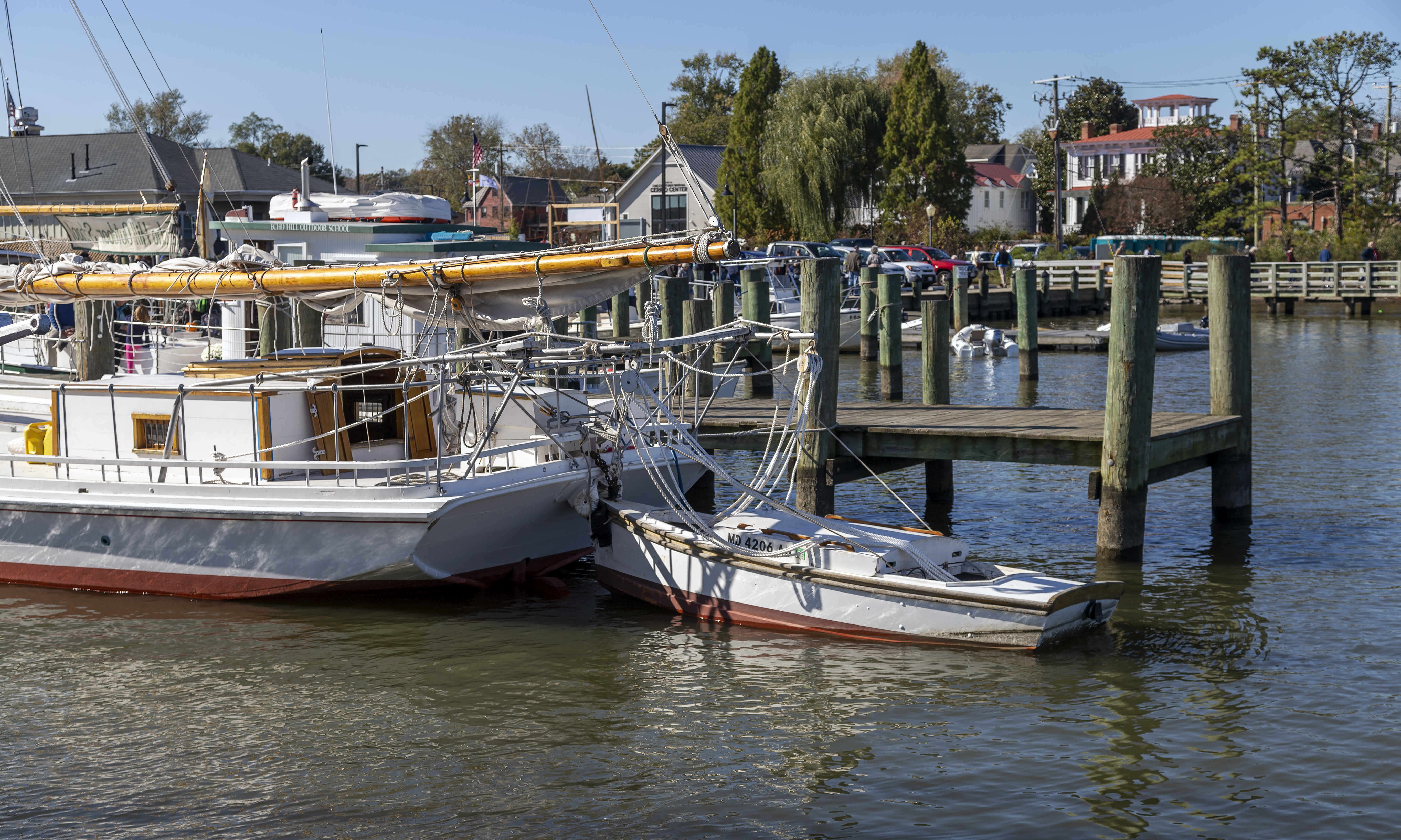